# 北海高等学校
北海高等学校（ほっかいこうとうがっこう、英: Hokkai High School）は、北海道札幌市豊平区旭町四丁目1番41号にある私立高等学校。

## 概要
1885年（明治18年）3月15日、大津和多理（札幌農学校第3期卒業生）によって創設された北海英語学校として開校。北海英語学校は、当時札幌に複数あった札幌農学校予科受験準備のための予備校の一つであった。旧制中学時代から新制高等学校移行後も長きにわたり男子校であった。しかし、OB会や教職員の間において「男女共学化」か「系列中学校創設」かで意見が分かれる中、当時の教員らの多数決により1999年4月からの男女共学化が決定した。
2020年現在、生徒数は1031人、教職員数は71人、事務職員数は8人である。

## 沿革
- 1885年 - 現在の札幌市中央区南2条西1丁目付近に北海英語学校として創立される。
- 1901年 - 中学部を設立する。
- 1905年 - 文部省から中学校開設の許可を得て、私立北海中学校と改称する。
- 1906年 - 制服・制帽制定。校舎を現在の豊平に移転。
- 1909年 - 校旗・校歌を制定する（校歌　作詞：土井晩翠、作曲：本居長世）。
- 1911年 - 北駕文庫設立。「学訓」（26条）を制定。
- 1920年 - 私立北海中学校を北海中学校に改称。
- 1948年 - 学制改革によって、北海中学校は北海高等学校となる。新制中学校を併置する。
- 1949年 - 各種学校として北海学院を設置、翌年北海短期大学となる。
- 1951年 - 学校法人北海学園設立。
- 1952年 - 北海学園大学（経済学部）を設立する。
- 1958年 - 現校舎が落成する。
- 1963年 - 硬式野球部が第35回選抜高等学校野球大会で準優勝
- 1964年 - 新体育館、寄宿舎健友寮が落成する。
- 1969年 - 中学校を廃止する。
- 1971年 - 硬式野球部が第43回選抜高等学校野球大会の出場校に選抜されるも、一般生徒の暴力事件が発生し出場辞退。野球部員は青函連絡船で青森へ向かう船上で出場辞退を伝えられ、そのまま北海道へ引き返した。代替出場校は芦別工。
- 1978年 - 北海英語学校が創立された、1885年を本校の創立年と決定する。旧北海中学校校舎を北海道開拓の村へ移転。
- 1980年 - 北海高校創立九十五周年記念式典。
- 1981年 - 第2体育館が落成する。
- 1985年 - 北海高校創立百周年記念式典。 「わだつみ」像除幕式。寄宿舎「健友寮」閉寮。弓道部が全国高等学校弓道選抜大会にて全国優勝。
- 1991年 - 北海高校とLCI高校との間で姉妹校の調印、教員交換事業はじまる。
- 1994年 - 校舎直結の地下鉄駅「学園前駅」が完成する。
- 1999年 - 男子校から男女共学へ移行し、女子制服の導入に併せて男子制服を一新する。
- 2000年 - 校舎（3号館）が落成する。
- 2001年 - カナダ・ブロック大学への語学研修派遣がはじまる。
- 2005年 - 北海高校創立百二十周年記念展、記念式典開催。
- 2016年 - 校舎（4号館）が落成する。硬式野球部が第98回全国高等学校野球選手権大会に出場し初の決勝進出。決勝では作新学院に敗れ準優勝となった。

## 校風
- 建学以来の基本精神を「質実剛健」「百折不撓」とし、男女共学制に移行した現在でも変更されていない。

## 部活動
- 運動部
  - 硬式野球部 - 選抜高等学校野球大会(春)14回出場は北海道最多で1963年（第35回）で準優勝を記録、全国高等学校野球選手権大会（夏）41回出場は全国最多で2016年（第98回）に準優勝を記録、明治神宮野球大会(秋)4回出場は札幌支部最多で第25回明治神宮野球大会でベスト4を記録。
  - サッカー部 - 冬の全国高等学校サッカー選手権大会13回、夏のインターハイ14回、秋の国体1回の出場実績がある。高円宮杯 JFA U-18サッカープリンスリーグ北海道所属。
  - 弓道部 - 第5回全国高等学校弓道選抜大会で優勝
  - 柔道部 - 平成7年度インターハイにて斎藤制剛が個人中量級で優勝。平成8年度インターハイでは斎藤順道が個人軽中量級で優勝。
  - 男子バドミントン部 - 第4回全国高等学校バドミントン選手権大会男子の部で優勝
  - 女子バドミントン部
  - 男子バスケットボール部
  - 女子バスケットボール部
  - 男子バレーボール部
  - 女子バレーボール部
  - 男子硬式テニス部
  - 女子硬式テニス部
  - 剣道部
  - 陸上競技部
  - 卓球部
  - アイスホッケー部
  - 新体操部
  - 水泳同好会
- 文化部
  - 国際交流部
  - 文芸部
  - 弁論部 - 平成17年度内閣総理大臣賞椎尾弁匡記念杯全国高等学校弁論大会で全国優勝
  - 美術部
  - 書道部
  - 写真部
  - インターアクト部
  - コンピュータ部
  - 演劇部
  - 科学部
  - 将棋部 - 第4回全国高校将棋新人大会男子個人で優勝
  - 合唱部
  - 吹奏楽局
  - 新聞局
  - 放送局

## 著名な出身者

### 政治
- 稲村隆一 (北海中学校) - 元衆議院議員
- 川俣清音 (北海中学校) - 元衆議院議員
- 小林進 (北海中学校) - 元衆議院議員
- 北村暢 (北海中学校) - 元参議院議員
- 岩本政光 (北海中学校) - 元参議院議員、元北海道議会議員
- 三井辨雄（北海高等学校） - 元衆議院議員、元厚生労働大臣
- 島崎圭介（北海高等学校） - 北広島市議会議員、北海学園大学硬式野球部監督

### 行政
- 上杉武雄 (北海中学校) - 元常呂町長
- 大泉源郎 (北海中学校) - 元苫小牧市長
- 岡英雄（北海中学校) - 元江別市長
- 小柄義信（北海中学校) - 元余市町長
- 伊達寿之（北海中学校) - 元当別町長、伊達邦直の末裔
- 酒匂佑一（北海中学校) - 元上富良野町長
- 田岡克介（北海高等学校） - 石狩市長、元石狩市助役

### 経済
- 岩田徳治(北海中学校) - 岩田建設創業者
- 八反田角一郎 (北海中学校) - 讀賣テレビ放送代表取締役、日本テレビ・読売新聞社取締役、読売新聞大阪本社取締役最高顧問
- 中道昌喜 (北海中学校) - 中道機械、および中道リース創業者
- 名塩良一郎（北海高等学校） - ナシオ会長
- 森本吉勝（北海高等学校） - もりもと社長
- 大谷喜一（北海高等学校） - アインファーマシーズ社長
- 富山睦浩（北海高等学校） - サッポロドラッグストアー社長
- 石水創（北海高等学校） - 石屋製菓社長
- 田中奨（北海高等学校） - 永大紙業社長
- 片桐大（北海高等学校） - 片桐機械社長

### 学者・教育者
- 阿部利雄 （北海中学校） - 元北海道学芸大学教授、元北海道産業短期大学学長
- 黒川利雄 (北海中学校） - 元東北大学学長、文化勲章受章
- 野呂栄太郎（北海中学校） - 経済学者、元日本共産党中央委員
- 田下和男 (北海中学校) - 北海学園北見大学名誉教授
- 半田正夫（北海中学校） - 元学校法人青山学院理事長
- 熊本信夫 (北海中学校・北海高等学校） - 元北海学園大学学長
- 笹岡征雄（北海高等学校） - 札幌学院大学名誉教授、スポーツ研究者
- 小堀雅浩（北海高等学校） - 経営学者、北海商科大学教授、マーケティング研究者

### 文学
- 子母澤寛 (北海中学校) - 作家
- 島木健作 (北海中学校) - 作家
- 和田芳恵 (北海中学校) - 作家
- 寒川光太郎 (北海中学校) - 作家

### 芸術
- 梁川剛一 (北海中学校) - 画家、彫刻家
- 本郷新 (北海中学校) - 彫刻家
- 吉川静夫 (北海中学校) - 作詞家
- 早坂文雄 (北海中学校) - 作曲家
- 坂坦道 (北海中学校) - 彫刻家
- 坪松一郎 (北海中学校) - 童謡詩人、作詞家（子供盆おどり唄作詞）
- 栃内忠男 (北海中学校) - 画家
- 萩原哲晶 (北海中学校) - 作曲家

### 芸能
- 益田喜頓 (北海中学校) - 喜劇俳優
- 千秋実 (北海中学校) - 俳優
- 山本麟一 (北海中学校) - 俳優
- 結城真一 (北海高等学校) - 俳優、モデル（テレビドラマ『電子戦隊デンジマン』 主演・赤城一平 役）
- 稲田博（北海高等学校） - 演出家
- 笹木雅司（北海高等学校） - 音楽プロデューサー、レコーディングディレクター
- 三笑亭夢之助（北海高等学校） - 落語家（元『笑点』メンバー）
- 篠原洋一（北海高等学校） - 和食調理師（元南極観測隊料理人）
- 山中さわお（北海高等学校） - シンガーソングライター（the pillows、元コインロッカー・ベイビーズ）
- 飯田昌洋（北海高等学校） - ミュージシャン（元FLATBACKER、E・Z・O）
- 岩田晃次（北海高等学校） - ミュージシャン（HERMIT、元コインロッカー・ベイビーズ、THE CHEWINGGUM WEEKEND、ROAZEN FERUM）
- 砂原良徳（北海高等学校） - ミュージシャン（元電気グルーヴ）
- ロマンチック☆安田（北海高等学校） - ミュージシャン（爆弾ジョニー）
- タカ（北海高等学校） - お笑いタレント（タカアンドトシ）
- 前河キヨトシ（北海高等学校） - 元お笑いタレント（元カシスプリン）
- キムラ真（北海高等学校） - 演出家・脚本家・俳優（ナイスコンプレックス主宰）
- 伊藤祐輝（北海高等学校） - 俳優
- 宮崎翔太（北海高等学校） - 俳優
- 二階堂瞳子（北海高等学校） - 演出家・女優
- 花岡領太（北海高等学校） - 俳優・歌手・タレント（元NORD）
- 鷹架翔喜（北海高等学校） - ファッションモデル（ファッションスタジオ所属）
- 中川梨花（北海高等学校） - 女優・タレント
- 安保卓城（北海高等学校） - 歌手 ･ タレント （NORD）
- 武藤彩芽（北海高等学校） - 元気象キャスター、モデル（元ファイターズガール）
- 藤元脩平（北海高等学校） - シンガーソングライター

### 将棋
- 齊藤優希（北海高等学校） - 棋士
- 渡部愛（北海高等学校） - 女流棋士（日本女子プロ将棋協会所属）

### スポーツ
- 南部忠平 (北海中学校) - 陸上選手（1932年ロサンゼルス五輪 三段跳金メダリスト)、鳥取女子短期大学元学長
- 高橋昴（北海高等学校） - クロスカントリースキー選手（1928年サンモリッツオリンピック日本代表)
- 山田勝巳（北海高等学校） - ノルディック複合、スキージャンプ選手 (1932年レークプラシッドオリンピック本代表)
- 多田修（北海高等学校） - アルペンスキー選手 (1960年スコーバレーオリンピック日本代表)
- 金野昭次（北海高等学校） - スキージャンプ選手 (1972年札幌オリンピック・スキージャンプ70m級銀メダリスト)
- 坂口昇平（北海高等学校） - スキージャンプ選手
- 田尾克史（北海高等学校） - スキージャンプ選手、指導者 (1988年カルガリーオリンピック日本代表)
- 有坂隆祐（北海高等学校） - フィギュアスケート選手 (第11～12回・15～16回・19回全日本フィギュアスケート選手権男子シングル優勝者)
- 村田澄夫（北海高等学校） - フィギュアスケート選手 (1975～77年全日本フィギュアスケート選手権ペアスケーティング優勝者)
- 岡島功治（北海高等学校） - フィギュアスケート選手 (1979年全日本フィギュアスケート選手権ペアスケーティング2位)
- 子出藤歩夢（北海高等学校） - スノーボード選手 (2014年ソチオリンピック日本代表)
- 田中豪（北海高等学校） - アイスホッケー選手 (東北フリーブレイズ・アイスホッケー日本代表)
- 外崎潤（北海高等学校） - アイスホッケー選手 (日本製紙クレインズ)
- 橋本僚（北海高等学校） - アイスホッケー選手 (レッドイーグルス北海道)
- 鈴木雄大（北海高等学校） - アイスホッケー選手 (H.C.栃木日光アイスバックス)
- 鈴木健斗（北海高等学校） - アイスホッケー選手 (H.C.栃木日光アイスバックス)
- 飛沢栄三 (北海中学校) - 北海高等学校教諭、高校野球指導者
- 田原基稔（北海高等学校） - プロ野球選手 (元国鉄スワローズ)
- 浅田肇（北海高等学校） - プロ野球選手 (元国鉄スワローズ)
- 田原藤太郎（北海高等学校） - プロ野球選手 (元中日ドラゴンズ)
- 茅野智行（北海高等学校） - プロ野球選手 (元西鉄ライオンズ)
- 荻野一雄（北海高等学校） - プロ野球選手 (元西鉄ライオンズ)
- 佐藤進（北海高等学校） - プロ野球選手 (元国鉄スワローズ)
- 松谷栄司（北海高等学校） - プロ野球選手 (元東映フライヤーズ)
- 中村之保（北海高等学校） - プロ野球選手 (元阪神タイガース)
- 谷木恭平（北海高等学校） - プロ野球選手 (元中日ドラゴンズコーチ・元北翔大学野球部総監督)
- 吉沢秀和（北海高等学校） - プロ野球選手 (元読売ジャイアンツ)
- 若松勉（北海高等学校） - プロ野球選手 (元ヤクルトスワローズ監督)
- 村井英司（北海高等学校） - プロ野球選手 (元日本ハムファイターズコーチ)
- 竹口幸紀（北海高等学校） - プロ野球選手 (元ヤクルトスワローズ)
- 佐藤兼伊知（北海高等学校） - プロ野球選手 (元千葉ロッテマリーンズコーチ)
- 遠田誠治（北海高等学校） - プロ野球選手 (元中日ドラゴンズ)
- 有倉雅史（北海高等学校） - プロ野球選手 (元日本ハムファイターズほか、現北海道札幌国際情報高等学校監督）
- 堀田一郎（北海高等学校） - プロ野球選手 (元読売ジャイアンツ）
- 鍵谷陽平（北海高等学校） - プロ野球選手 (元北海道日本ハムファイターズ)
- 瀬川隼郎（北海高等学校） - プロ野球選手 (元北海道日本ハムファイターズ)
- 川越誠司（北海高等学校） - プロ野球選手 (中日ドラゴンズ)
- 佐藤龍世（北海高等学校） - プロ野球選手 (中日ドラゴンズ)
- 戸川大輔（北海高等学校） - プロ野球選手 (元埼玉西武ライオンズ、現ノーザンファーム職員)
- 阪口皓亮（北海高等学校） - プロ野球選手 (東京ヤクルトスワローズ)
- 川村友斗（北海高等学校） - プロ野球選手 (福岡ソフトバンクホークス)
- 鈴木大和（北海高等学校） - プロ野球選手 (読売ジャイアンツ)
- 大窪士夢（北海高等学校） - プロ野球選手 (元埼玉西武ライオンズ)
- 辻本倫太郎（北海高等学校） - プロ野球選手 (中日ドラゴンズ)
- 木村大成（北海高等学校） - プロ野球選手 (福岡ソフトバンクホークス）
- 大津綾也（北海高等学校） - プロ野球選手 (読売ジャイアンツ)
- 藤原航平（北海高等学校） - 社会人野球監督（トヨタ自動車）
- 萩野英明（北海高等学校） - プロサッカー選手 (Jリーグ・元サンフレッチェ広島）
- 山瀬功治（北海高等学校） - プロサッカー選手 (Jリーグ・元レノファ山口、元サッカー日本代表）
- 市村篤司（北海高等学校） - プロサッカー選手 (Jリーグ・元カマタマーレ讃岐）
- 矢野哲也（北海高等学校） - プロサッカー選手 (Jリーグ・元愛媛FC）
- 北野貴之（北海高等学校） - プロサッカー選手 (Jリーグ・元ガイナーレ鳥取）
- 上田陵弥（北海高等学校） - プロサッカー選手 (Jリーグ・元FC琉球）
- 井波勇太（北海高等学校） - プロサッカー選手 (Jリーグ・ヴァンラーレ八戸）
- 喜澤隆太（北海高等学校） - プロサッカー選手 (北海道サッカーリーグ・元北海道十勝スカイアース)
- 水上玄太（北海高等学校） - プロフットサル選手兼ゼネラルマネージャー (Fリーグ・エスポラーダ北海道、Fリーグ歴代最多出場記録保持者)
- 西村啓（北海高等学校） - プロフットサル選手 (Fリーグ・エスポラーダ北海道)
- 高橋勝成（北海高等学校） - プロゴルファー
- 力駒雄偉（北海高等学校） - 大相撲 (元十両)
- 大翔鳳昌巳（北海高等学校） - 大相撲 (元小結)
- 斎藤制剛（北海高等学校） - 柔道選手 (旭化成・2007年4月1日現在、全日本柔道連盟強化指定A選手）
- 斎藤順道（北海高等学校） - 柔道選手 (現北海高等学校柔道部顧問)
- 秋場麻優（北海高等学校）- 柔道選手 (2021年世界柔道選手権大会団体金メダリスト)
- 笠原恒彦 (北海中学校) - ラグビーユニオン選手 (元日本代表）
- 斉藤寮 (北海中学校) - 元ラグビー日本代表監督
- 石栗龍雄（北海高等学校） - 競馬騎手・調教師

### その他
- 坊屋三郎 (北海中学校中退) - コメディアン
- 吉田一穂 (北海中学校中退) - 詩人
- 中野登美雄 (北海中学校中退) - 公法学者
- 久保千代志（北海高等学校中退） - 競輪選手
- 三松正夫 (北海中学校中退) - アマチュア火山研究家。昭和新山の成長を記録した。
- 戸津高知 (北海英語学校) - 北海中学校元校長、元財団法人北海中学校理事
- 半澤洵 (北海英語学校) - 農学者・納豆菌研究の大家
- 谷津直秀 (北海英語学校) - 動物学者

### 関係者
- 浅羽靖 (1887年) - 初代校長
- 戸津高知 (1915年) - 第2代校長
- 大森初太郎 (1948年) - 第3代校長
- 斉藤堅 (1966年) - 第4代校長
- 伊藤正造 (1970年) - 第5代校長
- 上野宏 (1971年) - 第6代校長
- 波田正則 (1982年) - 第7代校長
- 幸村欣司 (1987年) - 第8代校長
- 杉本和紀 (1995年) - 第9代校長
- 北明邦雄 (2007年) - 第10代校長
- 山崎省一 (2013年) - 第11代校長
- 秋山秀司 (2019年) - 第12代校長

## 系列校
- 北海学園大学
- 北海商科大学
- 北海学園札幌高等学校